# Kolumbia na Letnich Igrzyskach Olimpijskich 1976
Kolumbię na Letnich Igrzyskach Olimpijskich 1976, które odbyły się w Montrealu reprezentowało 35 zawodników biorących udział w 7 konkurencjach olimpijskich.
Był to dziewiąty start reprezentacji Kolumbii na letnich igrzyskach olimpijskich.

## Reprezentanci

### Boks
Mężczyźni – waga piórkowa (– 51 kg)
- Virgilio Palomo
  - I runda – Bye
  - II runda – przegrana z Toshinori Koga (JPN), 0:5

### Kolarstwo
Mężczyźni
Jazda indywidualna
- Álvaro Pachón – 4:49:01 (→ 22. miejsce)
- Luis Manrique – 4:49:01 (→ 23. miejsce)
- Miguel Samacá – nie ukończył (→ niesklasyfikowany)
- Abelardo Ríos – nie ukończył (→ niesklasyfikowany)

Time trial
- Cristóbal Pérez
- Álvaro Pachón
- Luis Manrique
- Julio Rubiano

Sprint
- Julio Echevarry – 11. miejsce

Tor
- José Jaime Galeano – 26. miejsce

Jazda grupowa
- José Jaime Galeano
- Jorge Hernández
- Carlos Mesa
- Jhon Quiceno

### Lekkoatletyka
Mężczyźni 5000 m
- Tibaduiza Reyes
  - Kwalifikacje – 13:49.49 (→ nie zakwalifikował się)

Mężczyźni 10 000 m
- Victor Mora García
  - Kwalifikacje – 30:26.57  (→ nie zakwalifikował się)
- Tibaduiza Reyes
  - Kwalifikacje – 29:28.17 (→ nie zakwalifikował się)

Mężczyźni 400m przez płotki
- Jesus Villegas Candelo
  - Kwalifikacje – nie ukończył (→ niesklasyfikowany)

Mężczyźni – maraton
- Jairo Cubillog Rauirez – 2:29:04 (→ 48. miejsce)
- Rafael Mora Zamora – nie ukończył (→ niesklasyfikowany)

Mężczyźni 20 km chód
- Ernesto Alfaro Bermudez – 1:33:13 (→ 19. miejsce)
- Rafael Vega Hernández – 1:37:27 (→ 31. miejsce)